# Lista niemieckich okrętów podwodnych
To lista okrętów podwodnych Niemiec, podana chronologicznie według typów. Daty oznaczają okres budowy danego typu.

## Okręty podwodneZwiązku Niemieckiego(1815–1866)

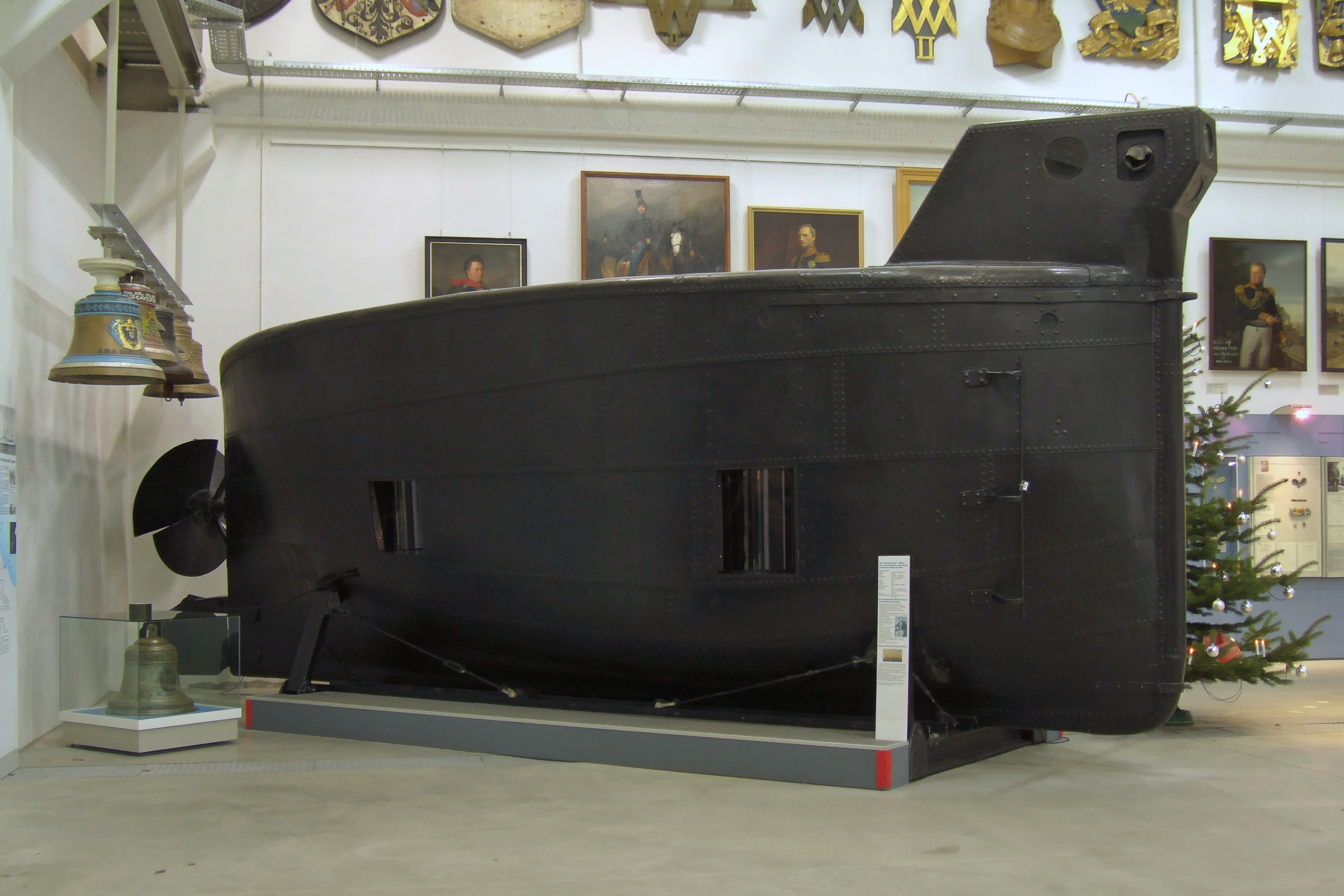
„Brandtaucher”

- „Brandtaucher” – 1 okręt, 1850[1]

## Okręty podwodneKaiserliche Marine(1871–1919)

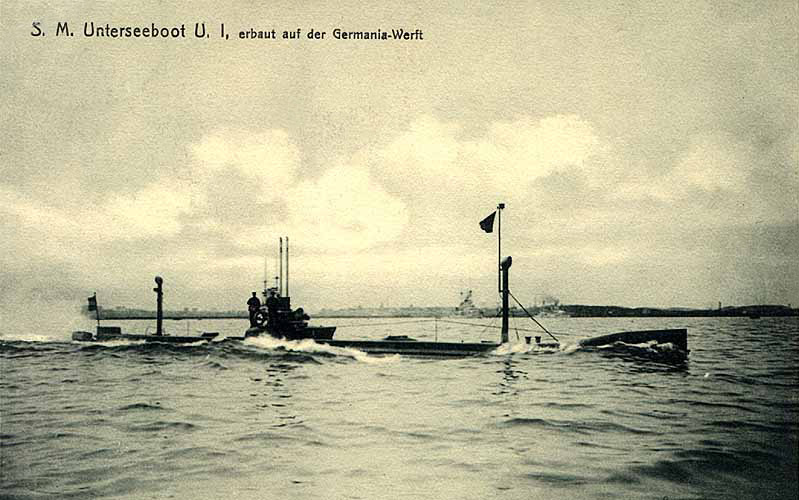
SM U-1

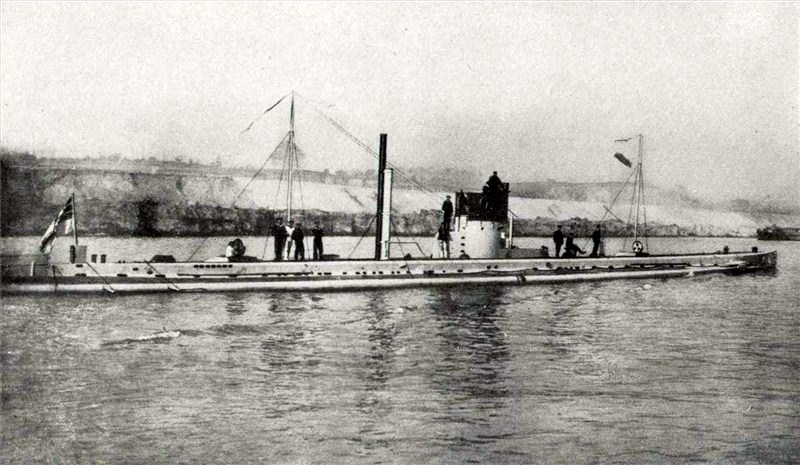
SM U-9

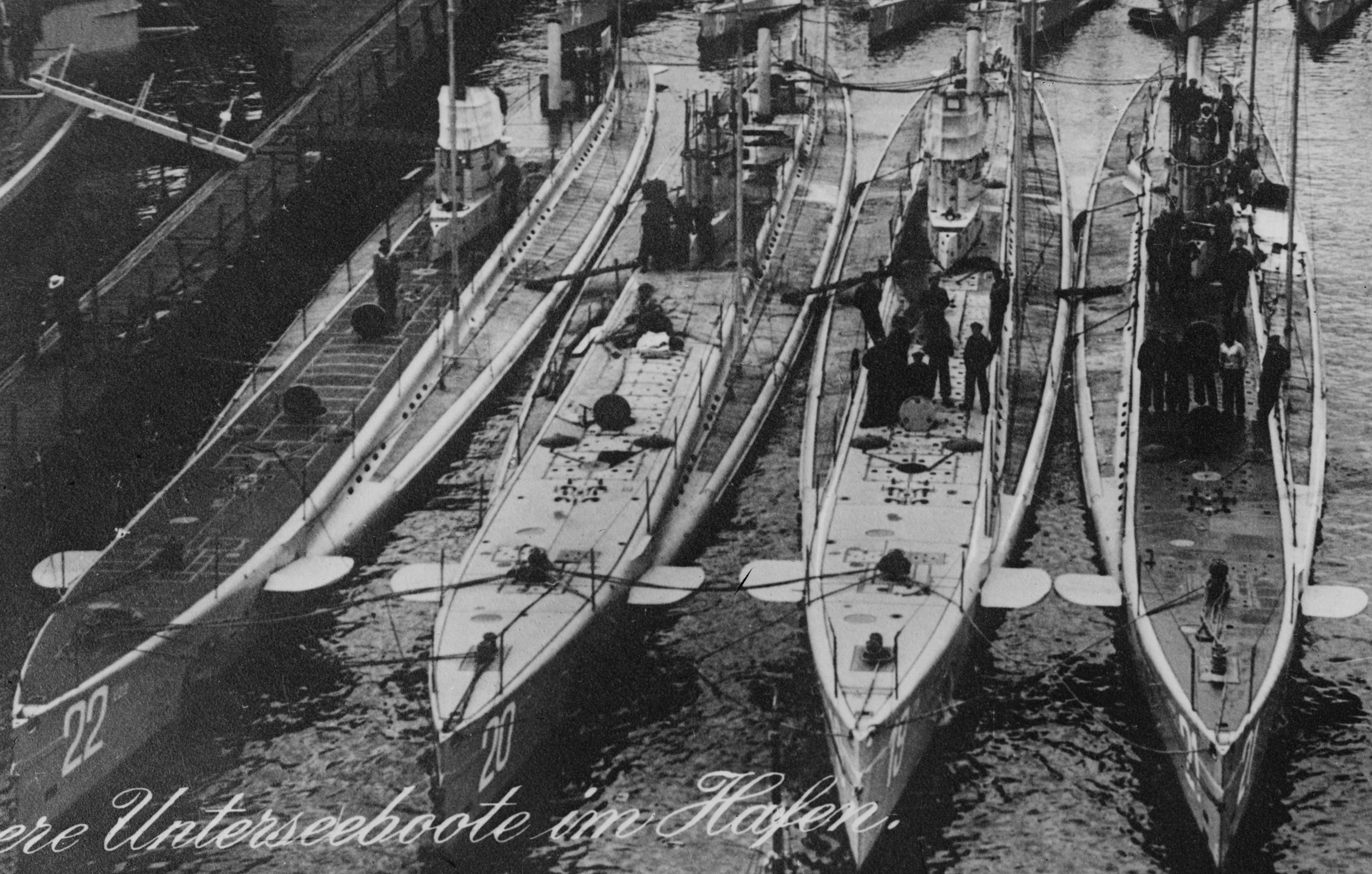
Okręty podwodne typu U-19

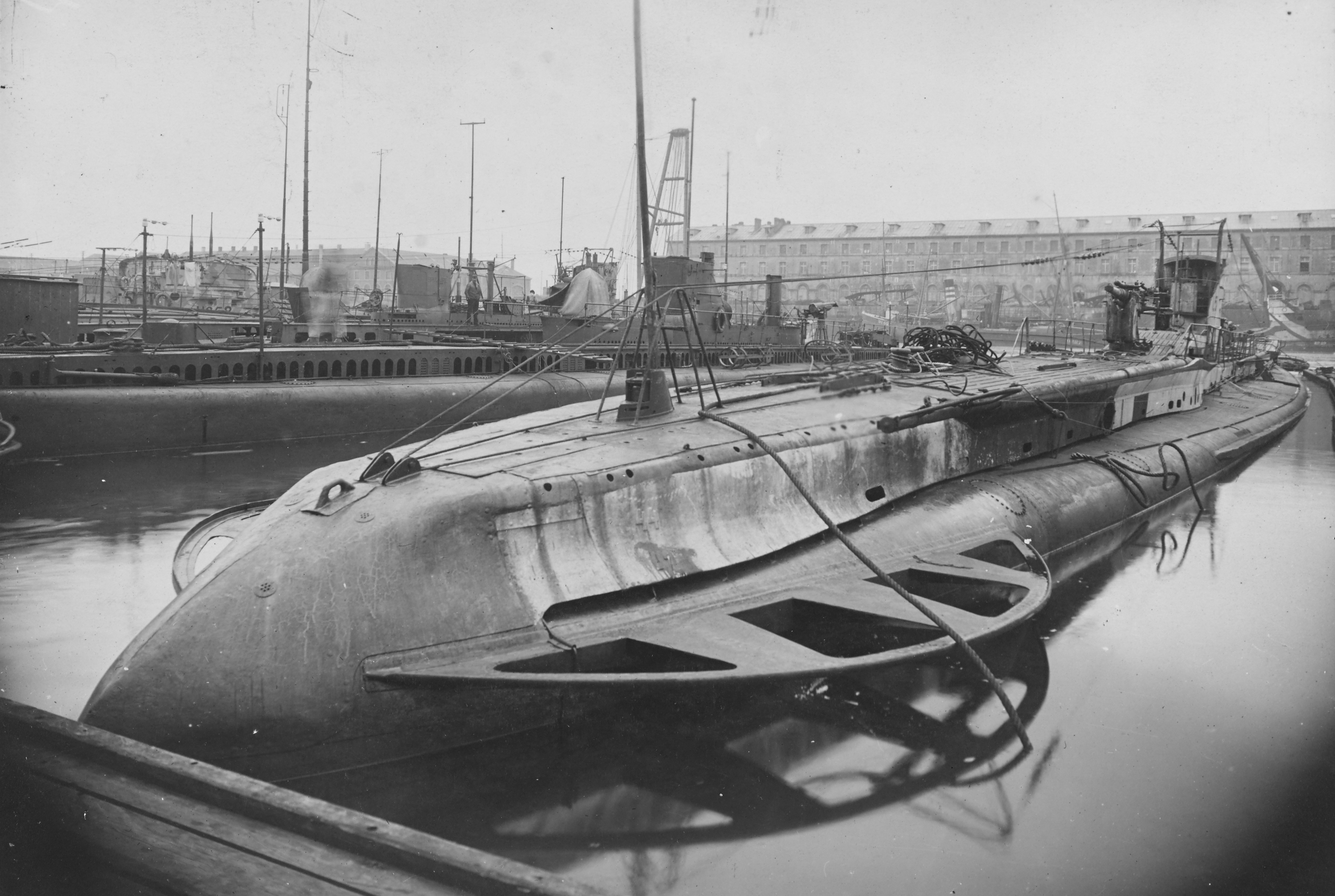
SM U-57

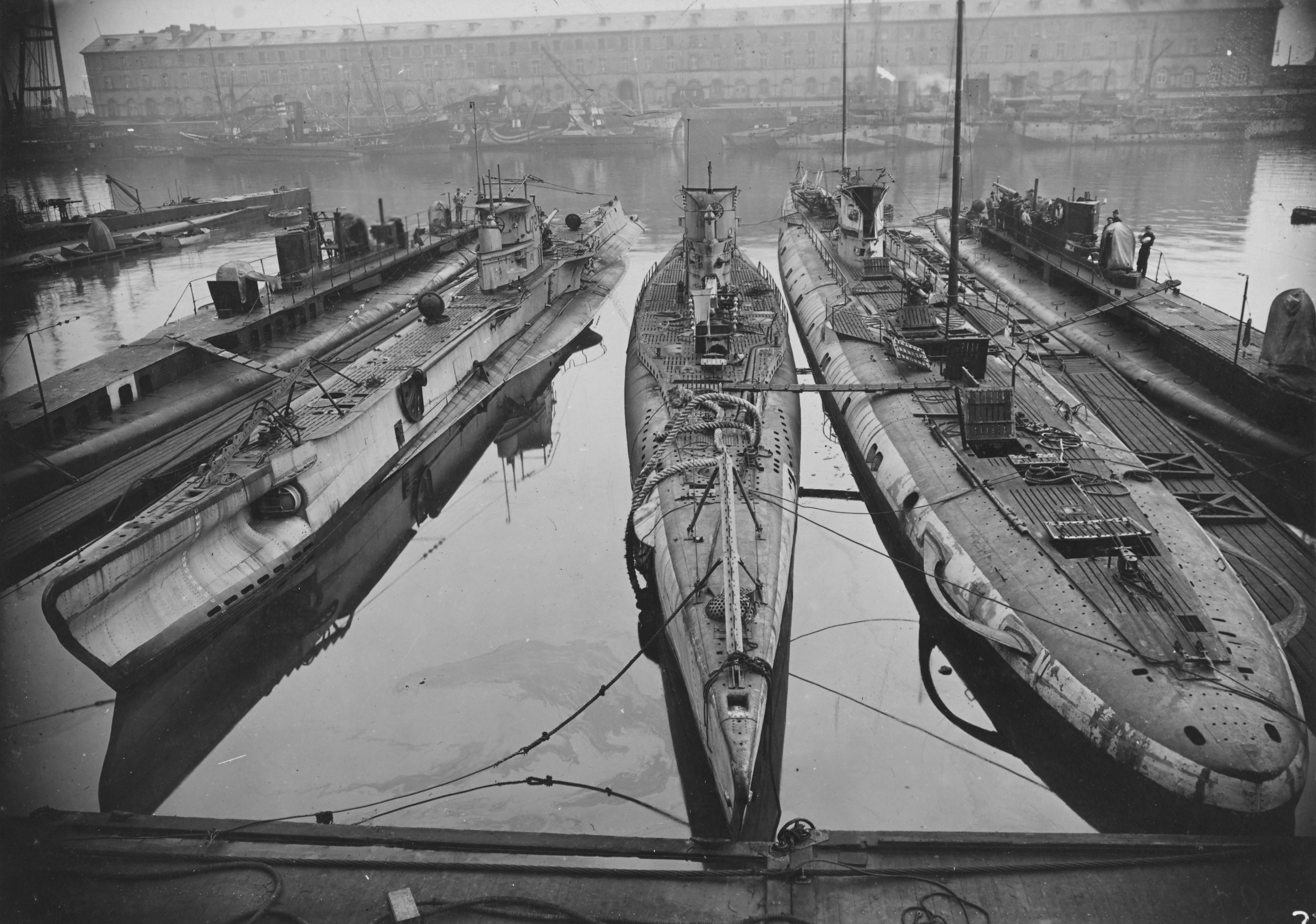
SM U-79, SM UB-94 i SM U-105

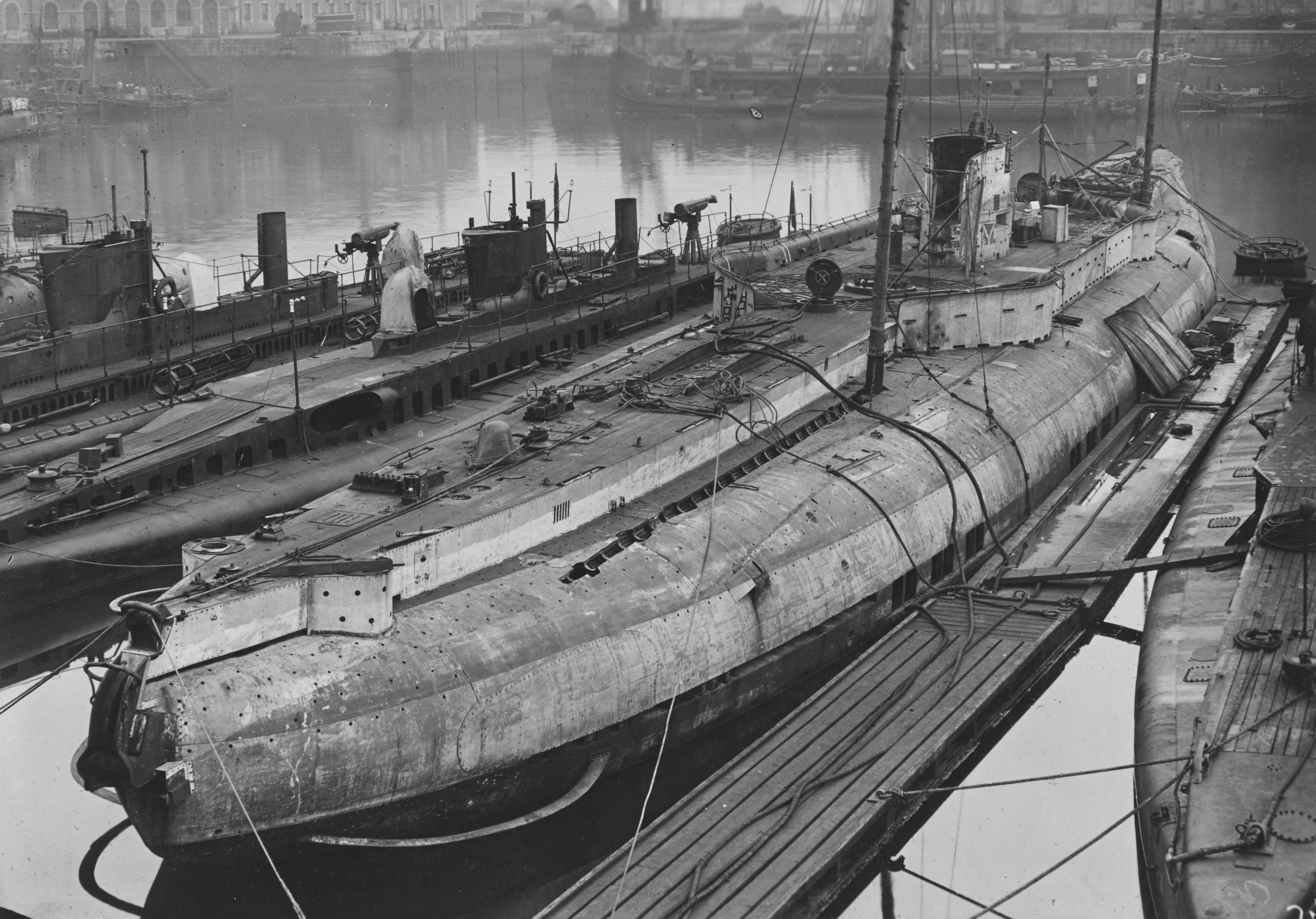
SM U-151

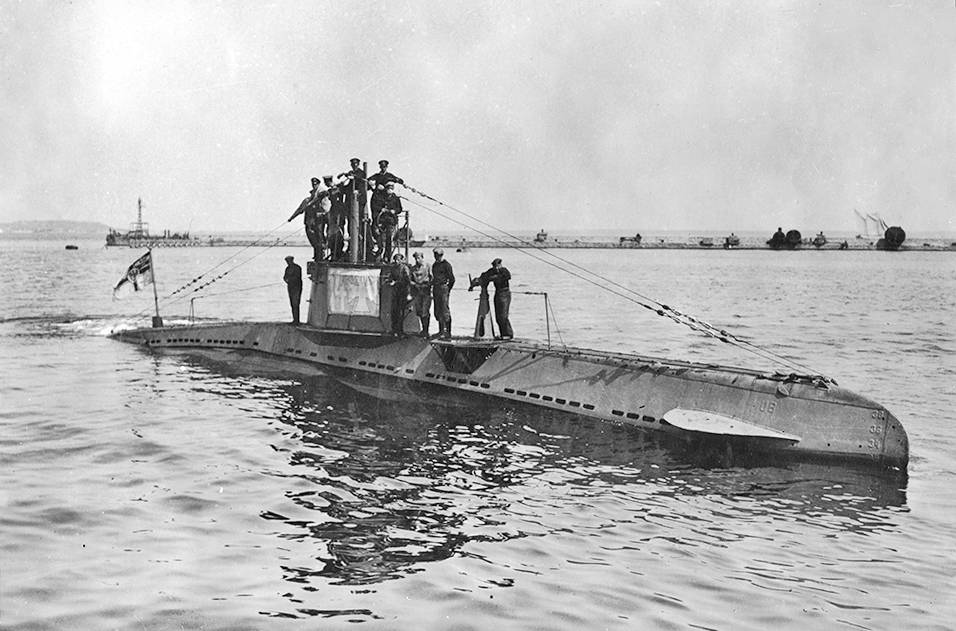
SM UB-14

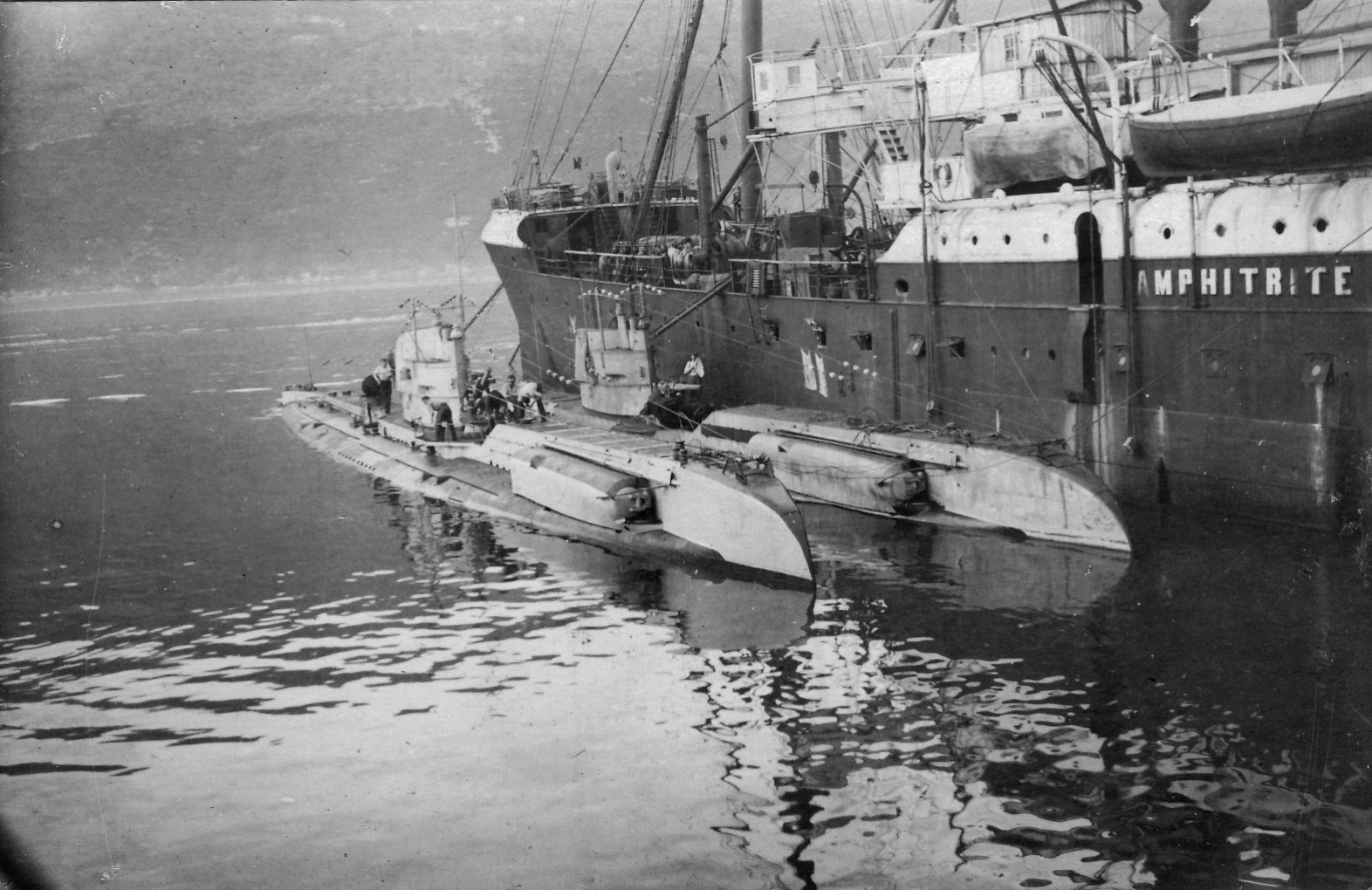
Okręty podwodne typu UC II

- SM U-1 – 1 okręt, 1904–1906[2]
- SM U-2 – 1 okręt, 1906–1908[3]
- typ U-3 – 2 okręty, 1907–1909[3]
  - SM U-3 • SM U-4
- typ U-5 – 4 okręty, 1908–1911[3]
  - SM U-5 • SM U-6 • SM U-7 • SM U-8
- typ U-9 – 4 okręty, 1908–1911[3]
  - SM U-9 • SM U-10 • SM U-11 • SM U-12
- typ U-13 – 3 okręty, 1909–1912[3]
  - SM U-13 • SM U-14 • SM U-15
- SM U-16(inne języki) – 1 okręt, 1909–1911[3]
- typ U-17 – 2 okręty, 1910–1912[4]
  - SM U-17(inne języki) • SM U-18
- typ U-19 – 4 okręty, 1910–1913[4]
  - SM U-19 • SM U-20 • SM U-21 • SM U-22
- typ U-23 – 4 okręty, 1911–1914[4]
  - SM U-23 • SM U-24 • SM U-25 • SM U-26
- typ U-27 – 4 okręty, 1911–1914[4]
  - SM U-27 • SM U-28 • SM U-29 • SM U-30
- typ U-31 – 11 okrętów, 1912–1915[4]
  - SM U-31 • SM U-32 • SM U-33 • SM U-34 • SM U-35 • SM U-36 • SM U-37 • SM U-38 • SM U-39 • SM U-40 • SM U-41
- SM U-42 – 1 okręt, 1913–1915 (zarekwirowany przez Włochy, wszedł do służby w Regia Marina pod nazwą „Balilla”)[5]
- typ U-43 – 8 okrętów, 1913–1916[6]
  - SM U-43 • SM U-44 • SM U-45 • SM U-46 • SM U-47 • SM U-48 • SM U-49 • SM U-50
- typ U-51 – 6 okrętów, 1914–1916[7]
  - SM U-51 • SM U-52 • SM U-53 • SM U-54 • SM U-55 • SM U-56
- typ U-57 – 12 okrętów, 1914–1917[7]
  - SM U-57 • SM U-58 • SM U-59 • SM U-60 • SM U-61 • SM U-62 • SM U-99 • SM U-100 • SM U-101 • SM U-102 • SM U-103(inne języki) • SM U-104
- typ U-63 – 3 okręty, 1915–1916[7]
  - SM U-63(inne języki) • SM U-64(inne języki) • SM U-65
- typ U-66 – 5 okrętów, 1913–1915 (ex austro-węgierskie SM U-7 – SM U-11[8]
  - SM U-66 • SM U-67 • SM U-68 • SM U-69 • SM U-70
- typ U-71 (UE I) – 10 okrętów, 1915–1916[9]
  - SM U-71 • SM U-72 • SM U-73 • SM U-74 • SM U-75 • SM U-76 • SM U-77 • SM U-78 • SM U-79 • U-80(inne języki)
- typ U-81 – 6 okrętów, 1915–1916[9]
  - SM U-81 • SM U-82 • SM U-83 • SM U-84 • SM U-85 • SM U-86
- typ U-87 – 6 okrętów, 1915–1917[9]
  - SM U-87 • SM U-88 • SM U-89 • SM U-90 • SM U-91 • SM U-92
- typ U-93 – 38 okrętów, 1915–1919[9]
  - SM U-93 • SM U-94 • SM U-95 • SM U-96 • SM U-97 • SM U-98 • SM U-105 • SM U-106 • SM U-107 • SM U-108 • SM U-109 • SM U-110 • SM U-111 • SM U-112 • SM U-113 • SM U-114 • SM U-160 • SM U-161 • SM U-162 • SM U-163 • SM U-164 • SM U-165(inne języki) • U-166 • U-167 • U-168 • U-169 • U-170 • U-171 • U-172 • U-201 • U-202 • U-203 • U-204 • U-205 • U-206 • U-207 • U-208 • U-209
- typ U-115 – 2 okręty, 1916–1919[9]
  - U-115 • U-116
- typ U-117 (UE II) – 10 okrętów, 1916–1919[10]
  - SM U-117 • SM U-118 • SM U-119 • SM U-120 • U-121 • SM U-122 • SM U-123 • SM U-124 • SM U-125 • SM U-126
- typ U-127 – 12 okrętów, 1916–1919[11]
  - U-127 • U-128 • U-129 • U-130 • U-131 • U-132 • U-133 • U-134 • SM U-135 • SM U-136 • U-137 • U-138
- typ U-139 – 3 okręty, 1916–1918[11]
  - SM U-139 • SM U-140 • SM U-141
- typ U-142 – 32 okręty, 1917–1918[12]
  - SM U-142 • U-143 • U-144 • U-145 • U-146 • U-147 • U-148 • U-149 • U-150 • U-173 • U-174 • U-175 • U-176 • U-177 • U-178 • U-179 • U-180 • U-181 • U-182 • U-183 • U-184 • U-185 • U-186 • U-187 • U-188 • U-189 • U-190 • U-191 • U-192 • U-193 • U-194 • U-195 • U-199
- typ U-151(inne języki) – 7 okrętów, 1915–1917[13]
  - SM U-151(inne języki) • SM U-152 • SM U-153 • SM U-154 • SM U-155 • SM U-156 • SM U-157
- typ U-158 – 2 okręty, 1917–1918[13]
  - U-158 • U-159
- SM U-A – 1 okręt, 1912–1914 (ex norweski A-5)[13]
- typ UB I – 17 okrętów, 1914–1915[13]
  - SM UB-1 • SM UB-2 • SM UB-3 • SM UB-4 • SM UB-5 • SM UB-6 • SM UB-7 • SM UB-8 • SM UB-9 • SM UB-10 • SM UB-11 • SM UB-12 • SM UB-13 • SM UB-14 • SM UB-15 • SM UB-16 • SM UB-17
- typ UB II – 30 okrętów, 1915–1916[14]
  - SM UB-18 • SM UB-19 • SM UB-20 • SM UB-21 • SM UB-22 • SM UB-23 • SM UB-24 • SM UB-25 • SM UB-26 • SM UB-27 • SM UB-28 • SM UB-29 • SM UB-30 • SM UB-31 • SM UB-32 • SM UB-33 • SM UB-34 • SM UB-35 • SM UB-36 • SM UB-37 • SM UB-38 • SM UB-39 • SM UB-40 • SM UB-41 • SM UB-42 • SM UB-43 • SM UB-44 • SM UB-45 • SM UB-46 • SM UB-47
- typ UB III – 153 okręty, 1916–1919[14]
  - SM UB-48 • SM UB-49 • SM UB-50 • SM UB-51 • SM UB-52 • SM UB-53 • SM UB-54 • SM UB-55 • SM UB-56 • SM UB-57 • SM UB-58 • SM UB-59 • SM UB-60 • SM UB-61 • SM UB-62 • SM UB-63 • SM UB-64 • SM UB-65 • SM UB-66 • SM UB-67 • SM UB-68 • SM UB-69 • SM UB-70 • SM UB-71 • SM UB-72 • SM UB-73 • SM UB-74 • SM UB-75 • UB-76(inne języki) • SM UB-77 • SM UB-78(inne języki) • SM UB-79(inne języki) • SM UB-80 • SM UB-81 • SM UB-82 • SM UB-83 • SM UB-84 • SM UB-85 • SM UB-86 • SM UB-87 • UB-88(inne języki) • SM UB-89 • SM UB-90 • SM UB-91 • SM UB-92 • SM UB-93 • SM UB-94 • SM UB-95 • SM UB-96 • UB-97(inne języki) • SM UB-98 • SM UB-99 • SM UB-100 • SM UB-101 • SM UB-102 • SM UB-103 • SM UB-104 • SM UB-105 • UB-106(inne języki) • SM UB-107 • SM UB-108 • SM UB-109 • SM UB-110 • SM UB-111 • UB-112(inne języki) • SM UB-113 • SM UB-114 • SM UB-115 • SM UB-116 • SM UB-117 • SM UB-118 • SM UB-119 • SM UB-120 • SM UB-121 • SM UB-122 • SM UB-123 • SM UB-124(inne języki) • SM UB-125(inne języki) • SM UB-126 • SM UB-127(inne języki) • UB-128(inne języki) • SM UB-129 • SM UB-130 • SM UB-131 • SM UB-132 • UB-133 • UB-134 • UB-135 • UB-136 • UB-137 • UB-138 • UB-139 • UB-140 • UB-141 • UB-142 • UB-143 • UB-144 • UB-145 • UB-146 • UB-147 • UB-148 • UB-149 • UB-150 • UB-151 • UB-152 • UB-153 • UB-154 • UB-155 • UB-156 • UB-157 • UB-158 • UB-159 • UB-160 • UB-161 • UB-162 • UB-163 • UB-164 • UB-165 • UB-166 • UB-167 • UB-168 • UB-169 • UB-170 • UB-171 • UB-172 • UB-173 • UB-174 • UB-175 • UB-176 • UB-177 • UB-178 • UB-179 • UB-170 • UB-181 • UB-182 • UB-183 • UB-184 • UB-185 • UB-186 • UB-187 • UB-188 • UB-189 • UB-190 • UB-191 • UB-192 • UB-193 • UB-194 • UB-195 • UB-196 • UB-197 • UB-198 • UB-199 • UB-200 • UB-201 • UB-202 • UB-203 • UB-204 • UB-205
- typ UC I – 15 okrętów, 1914–1915[14]
  - SM UC-1 • SM UC-2 • SM UC-3 • SM UC-4 • SM UC-5 • SM UC-6 • SM UC-7 • SM UC-8 • SM UC-9 • SM UC-10 • SM UC-11 • SM UC-12 • SM UC-13 • SM UC-14 • SM UC-15
- typ UC II – 64 okręty, 1915–1917[15]
  - SM UC-16 • SM UC-17 • SM UC-18 • SM UC-19 • SM UC-20 • SM UC-21 • SM UC-22 • SM UC-23 • SM UC-24 • SM UC-25 • SM UC-26 • SM UC-27 • SM UC-28 • SM UC-29 • SM UC-30 • SM UC-31 • SM UC-32 • SM UC-33 • SM UC-34 • SM UC-35 • SM UC-36 • SM UC-37 • SM UC-38 • SM UC-39 • SM UC-40 • SM UC-41 • SM UC-42 • SM UC-43 • SM UC-44 • SM UC-45 • SM UC-46 • SM UC-47 • SM UC-48 • SM UC-49 • SM UC-50 • SM UC-51 • SM UC-52 • SM UC-53 • SM UC-54 • SM UC-55 • SM UC-56 • SM UC-57 • SM UC-58 • SM UC-59 • SM UC-60 • SM UC-61 • SM UC-62 • SM UC-63 • SM UC-64 • SM UC-65 • SM UC-66 • SM UC-67 • SM UC-68 • SM UC-69 • SM UC-70 • SM UC-71 • SM UC-72 • SM UC-73 • SM UC-74 • SM UC-75 • SM UC-76 • SM UC-77 • SM UC-78 • SM UC-79
- typ UC III – 59 okrętów, 1917–1919[16]
  - UC-80 • UC-81 • UC-82 • UC-83 • UC-84 • UC-85 • UC-86 • UC-87 • UC-88 • UC-89 • SM UC-90 • SM UC-91 • SM UC-92 • SM UC-93 • SM UC-94 • SM UC-95 • SM UC-96 • SM UC-97 • SM UC-98 • SM UC-99 • SM UC-100 • SM UC-101 • SM UC-102 • SM UC-103 • SM UC-104 • SM UC-105 • UC-106 • UC-107 • UC-108 • UC-109 • UC-110 • UC-111 • UC-112 • UC-113 • UC-114 • UC-115 • UC-116 • UC-117 • UC-118 • UC-119 • UC-120 • UC-121 • UC-122 • UC-123 • UC-124 • UC-125 • UC-126 • UC-127 • UC-128 • UC-129 • UC-130 • UC-131 • UC-132 • UC-133 • UC-134 • UC-135 • UC-136 • UC-137 • UC-138

## Okręty podwodneKriegsmarine(1935–1945)

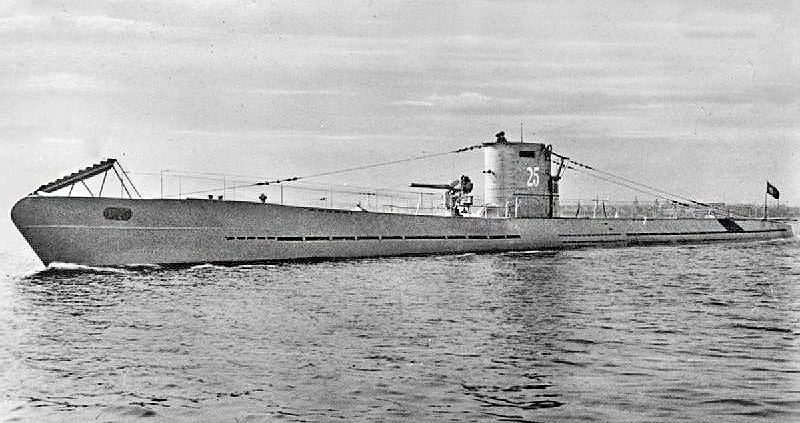
U-25

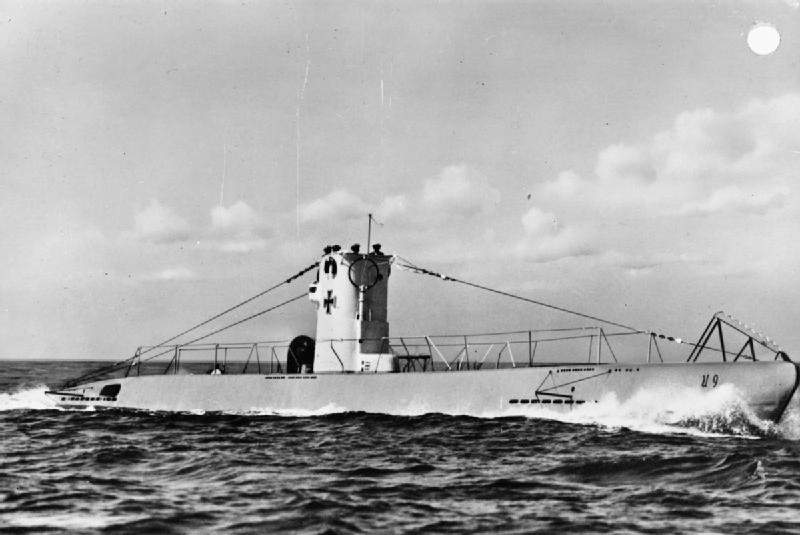
U-9

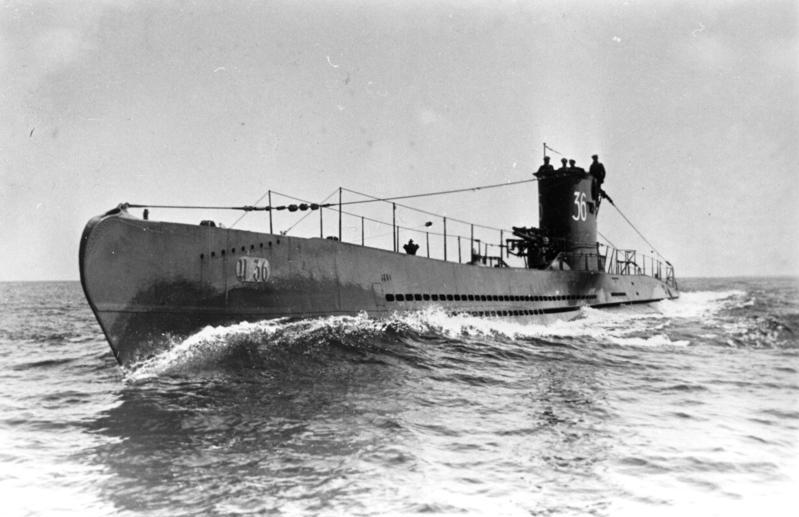
U-36

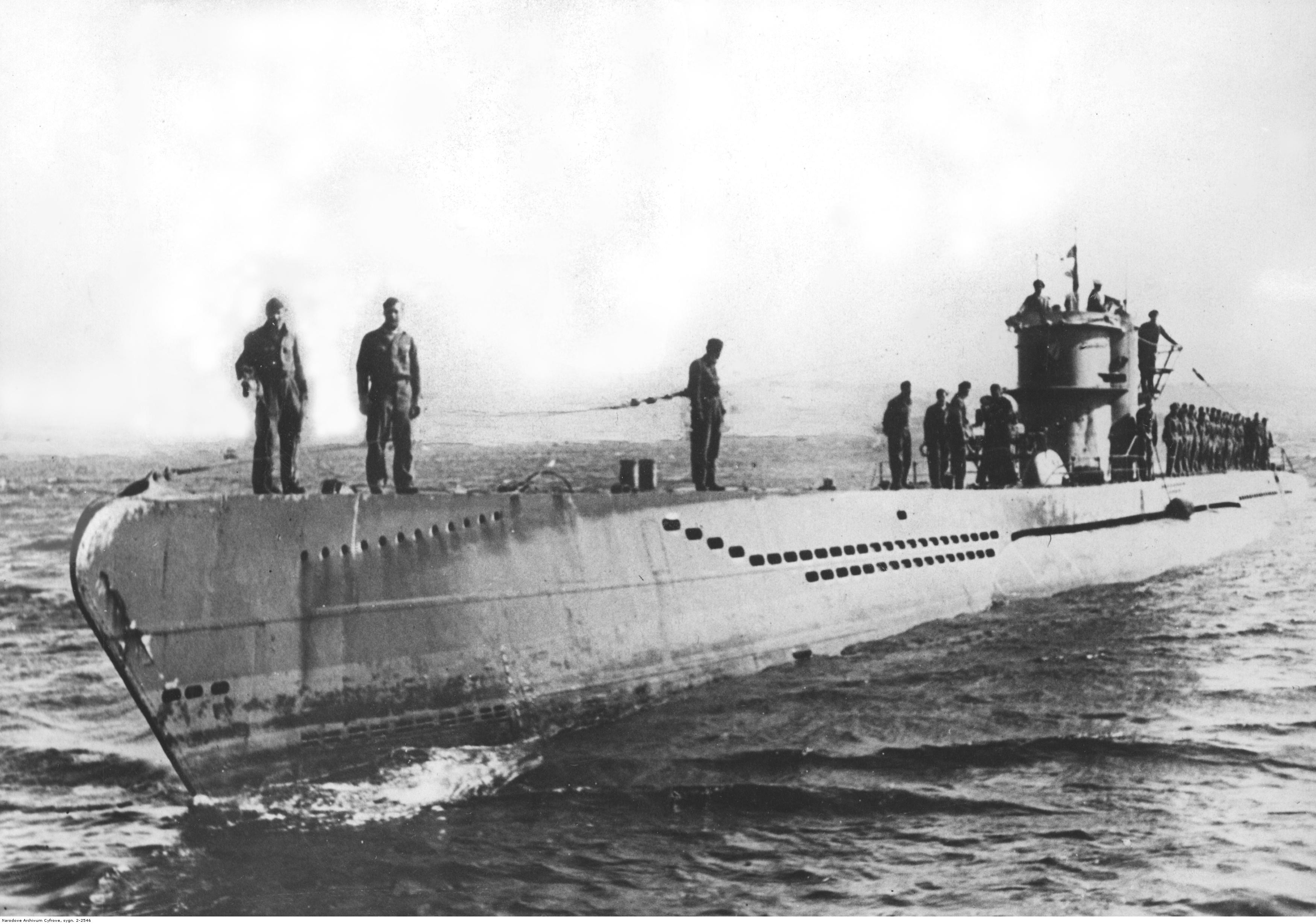
U-203

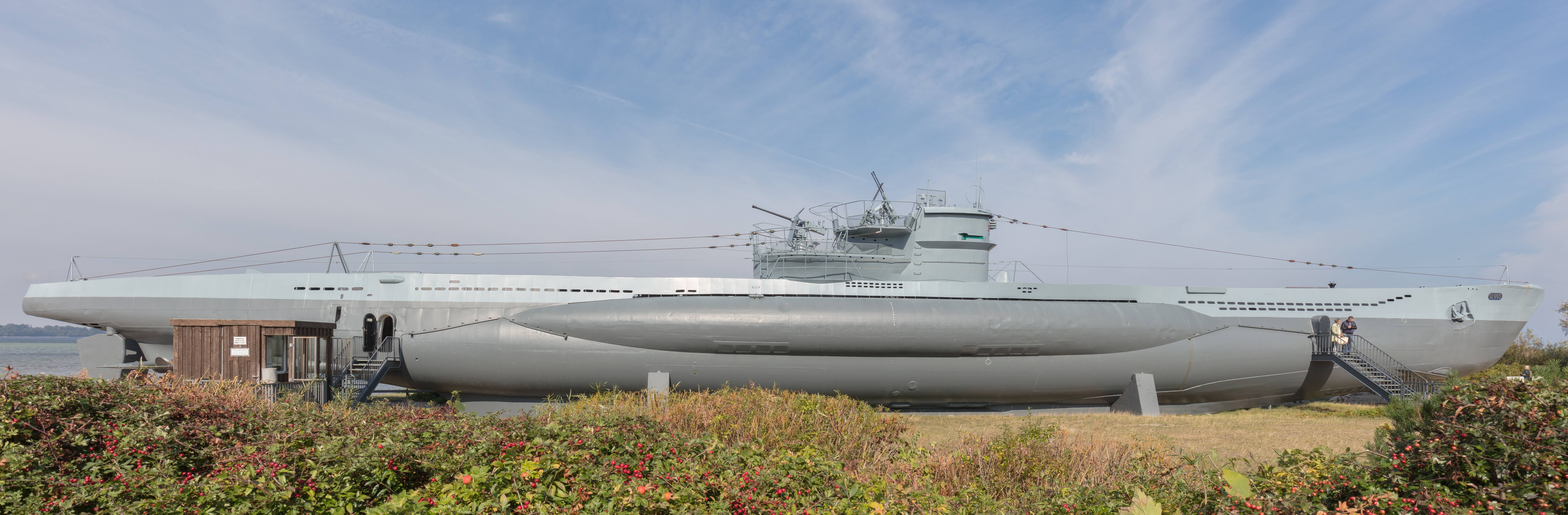
U-995

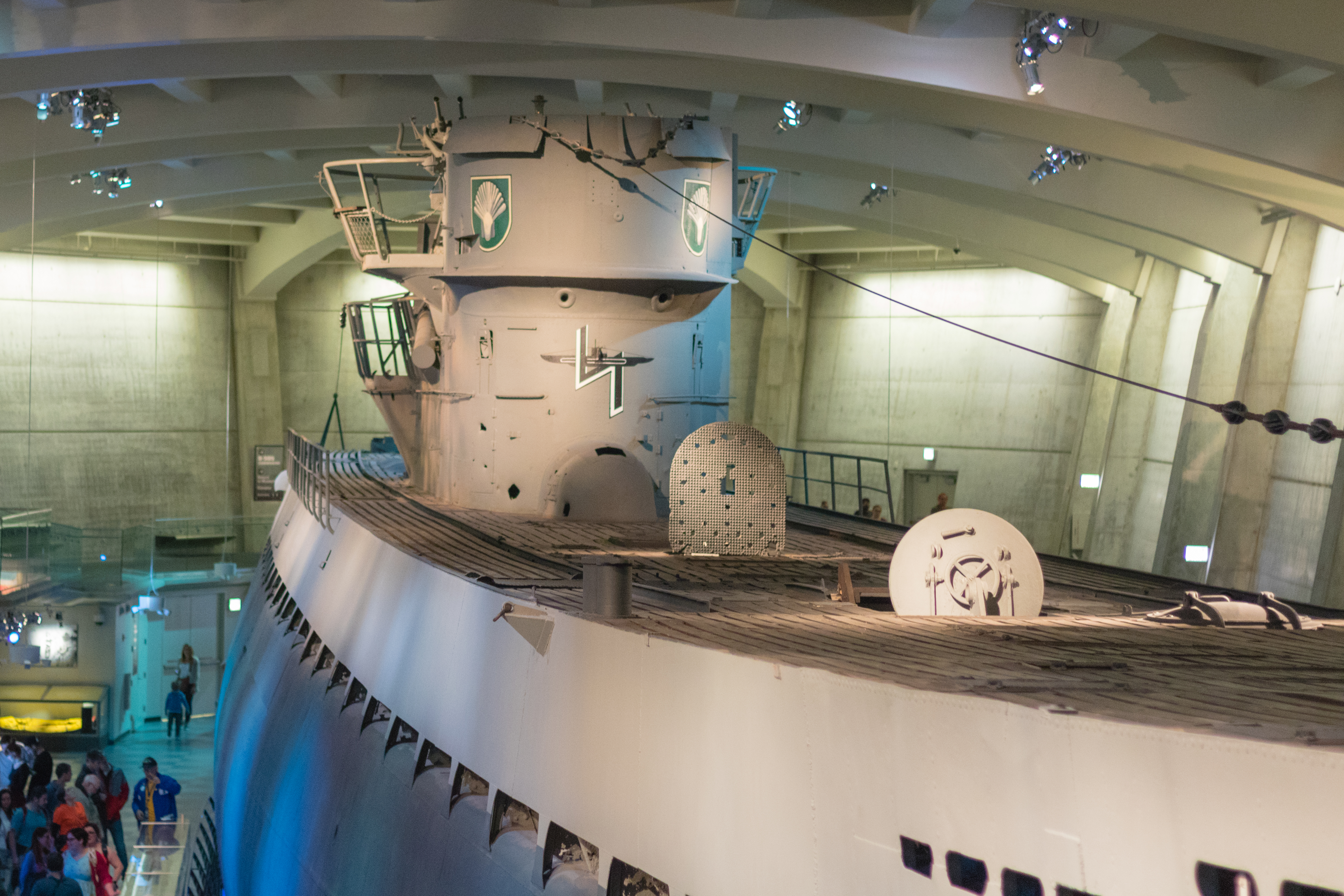
U-505

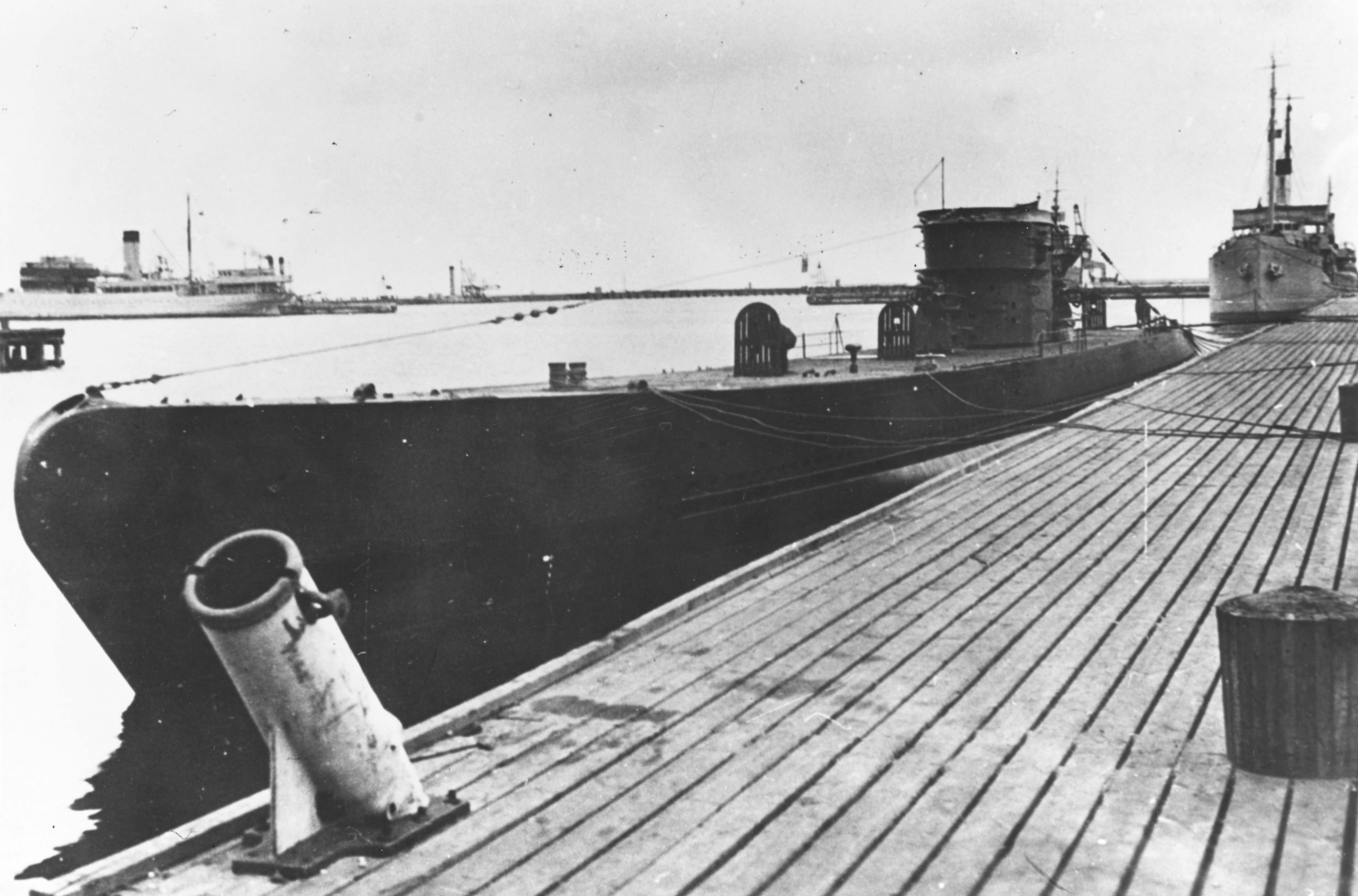
U-464

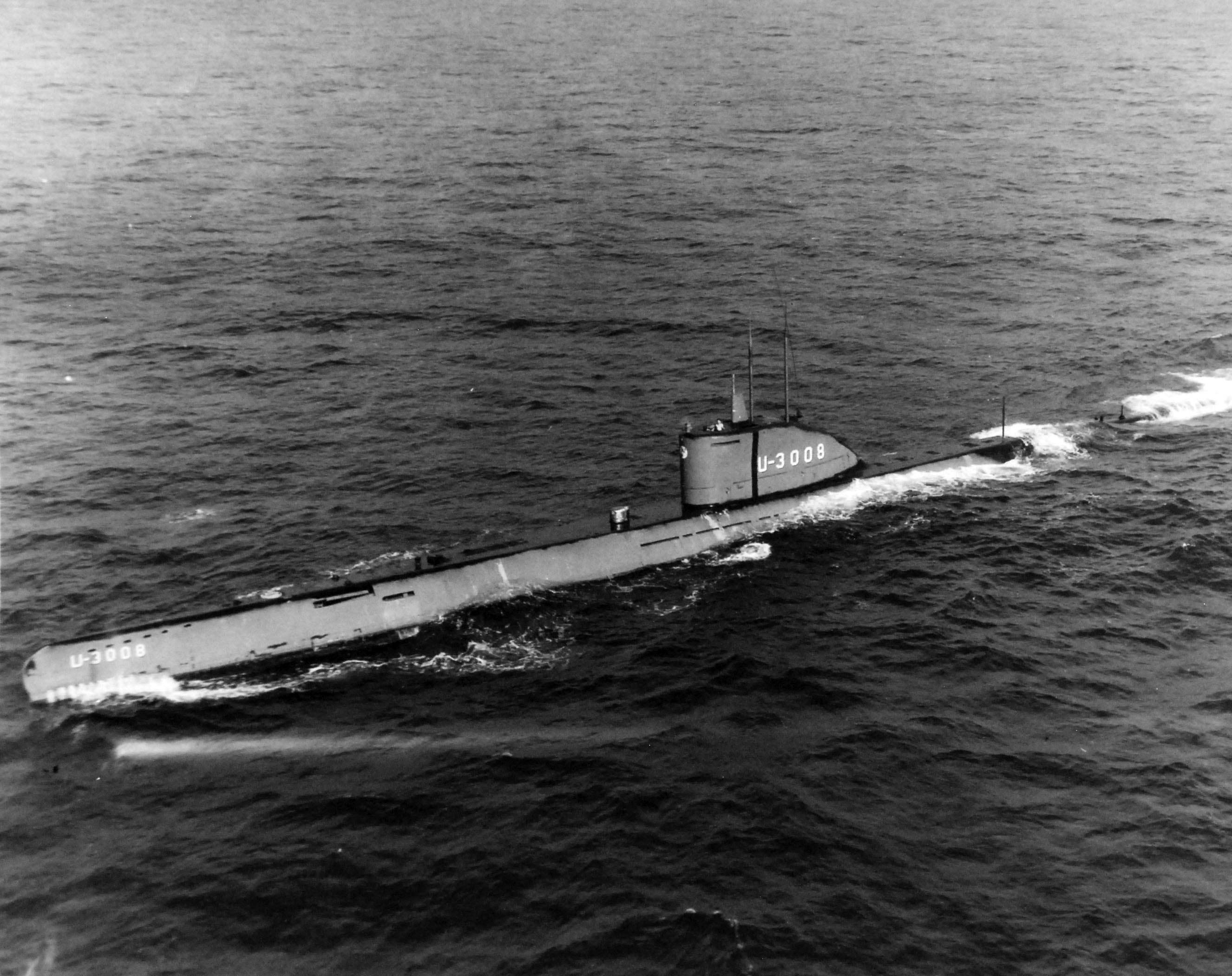
U-3008

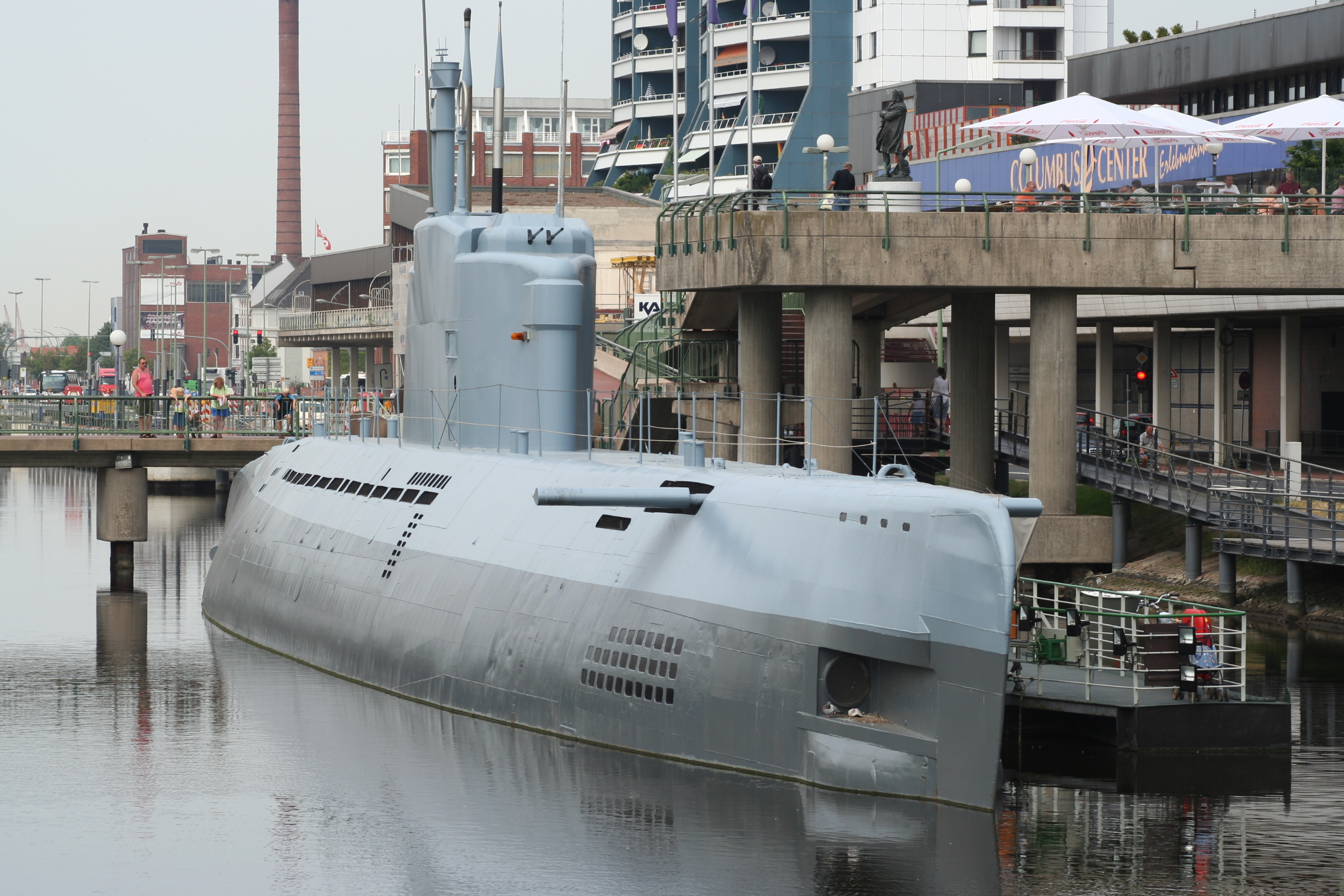
U-2540

### Okręty konwencjonalne
- typ IA – 2 okręty, 1935–1936[17]
  - U-25 • U-26
- typ IIA – 6 okrętów, 1935[18]
  - U-1 • U-2 • U-3 • U-4 • U-5 • U-6
- typ IIB – 20 okrętów, 1935–1940[18]
  - U-7 • U-8 • U-9 • U-10 • U-11 • U-12 • U-13 • U-14 • U-15 • U-16 • U-17 • U-18 • U-19 • U-20 • U-21 • U-22 • U-23 • U-24 • U-120 • U-121
- typ IIC – 8 okrętów, 1937–1940[18]
  - U-56 • U-57 • U-58 • U-59 • U-60 • U-61 • U-62 • U-63
- typ IID – 16 okrętów, 1939–1941[18]
  - U-137 • U-138 • U-139 • U-140 • U-141 • U-142 • U-143 • U-144 • U-145 • U-146 • U-147 • U-148 • U-149 • U-150 • U-151 • U-152
- typ VIIA – 10 okrętów, 1935–1936[18]
  - U-27 • U-28 • U-29 • U-30 • U-31 • U-32 • U-33 • U-34 • U-35 • U-36
- typ VIIB – 24 okręty, 1937–1941[19]
  - U-45 • U-46 • U-47 • U-48 • U-49 • U-50 • U-51 • U-52 • U-53 • U-54 • U-55 • U-73 • U-74 • U-75 • U-76 • U-83 • U-84 • U-85 • U-86 • U-87 • U-99 • U-100 • U-101 • U-102
- typ VIIC – 583 okręty, 1939–1944[19]
  - U-69 • U-70 • U-71 • U-72 • U-77 • U-78 • U-79 • U-80 • U-81 • U-82 • U-88 • U-89 • U-90 • U-91 • U-92 • U-93 • U-94 • U-95 • U-96 • U-97 • U-98 • U-132 • U-133 • U-134 • U-135 • U-136 • U-201(inne języki) • U-202 • U-203 • U-204 • U-205 • U-206 • U-207 • U-208 • U-209 • U-210 • U-211 • U-212 • U-221 • U-222 • U-223 • U-224 • U-225 • U-226 • U-227 • U-228 • U-229 • U-230 • U-231 • U-232 • U-235 • U-236 • U-237 • U-238 • U-239 • U-240 • U-241 • U-242 • U-243 • U-244 • U-245 • U-246 • U-247(inne języki) • U-248 • U-249 • U-250 • U-251 • U-252 • U-253 • U-254 • U-255 • U-256 • U-257(inne języki) • U-258 • U-259 • U-260 • U-261 • U-262 • U-263 • U-264(inne języki) • U-265 • U-266 • U-267 • U-268 • U-269 • U-270 • U-271 • U-272 • U-273 • U-274 • U-275 • U-276 • U-277 • U-278 • U-279 • U-280 • U-281 • U-282 • U-283 • U-284 • U-285 • U-286 • U-287 • U-288 • U-289 • U-290 • U-291 • U-301 • U-302 • U-303 • U-304 • U-305 • U-306 • U-307 • U-308 • U-309(inne języki) • U-310 • U-311(inne języki) • U-312 • U-313 • U-314 • U-315(inne języki) • U-316(inne języki) • U-331 • U-332 • U-333 • U-334 • U-335 • U-336 • U-337 • U-338 • U-339 • U-340 • U-341 • U-342 • U-343 • U-344 • U-345 • U-346 • U-347 • U-348 • U-349 • U-350 • U-351 • U-352 • U-353 • U-354 • U-355 • U-356(inne języki) • U-357 • U-358 • U-359 • U-360 • U-361 • U-362 • U-363 • U-364 • U-365 • U-366 • U-367 • U-368 • U-369 • U-370 • U-371 • U-372 • U-373 • U-374 • U-375 • U-376 • U-377 • U-378 • U-379 • U-380 • U-381 • U-382 • U-383 • U-384 • U-385 • U-386 • U-387 • U-388 • U-389 • U-390 • U-391 • U-392 • U-393 • U-394 • U-395 • U-396 • U-397 • U-398 • U-399 • U-400 • U-401 • U-402(inne języki) • U-403 • U-404 • U-405 • U-406 • U-407 • U-408 • U-409 • U-410 • U-411 • U-412 • U-413 • U-414 • U-415 • U-416 • U-417 • U-418 • U-419 • U-420 • U-421 • U-422 • U-423 • U-424 • U-425 • U-426 • U-427 • U-428 • U-429 • U-430 • U-431(inne języki) • U-432 • U-433 • U-434 • U-435 • U-436 • U-437 • U-438 • U-439 • U-440 • U-441 • U-442(inne języki) • U-443 • U-444 • U-445 • U-446 • U-447 • U-448 • U-449 • U-450 • U-451 • U-452 • U-453 • U-454 • U-455 • U-456 • U-457 • U-458 • U-465 • U-466 • U-467 • U-468 • U-469 • U-470 • U-471 • U-472 • U-473 • U-474 • U-475 • U-476 • U-477 • U-478 • U-479 • U-480 • U-481 • U-482 • U-483 • U-484 • U-485 • U-486 • U-551 • U-552 • U-553 • U-554 • U-555(inne języki) • U-556 • U-557 • U-558 • U-559(inne języki) • U-560 • U-561 • U-562 • U-563(inne języki) • U-564 • U-565 • U-566 • U-567 • U-568 • U-569 • U-570 • U-571 • U-572 • U-573 • U-574 • U-575(inne języki) • U-576 • U-577 • U-578 • U-579 • U-580 • U-581 • U-582 • U-583 • U-584 • U-585 • U-586 • U-587 • U-588 • U-589 • U-590 • U-591 • U-592 • U-593 • U-594 • U-595 • U-596(inne języki) • U-597 • U-598 • U-599 • U-600(inne języki) • U-601 • U-602 • U-603 • U-604 • U-605(inne języki) • U-606 • U-607 • U-608 • U-609 • U-610 • U-611 • U-612 • U-613 • U-614 • U-615 • U-616 • U-617 • U-618 • U-619 • U-620 • U-621 • U-622 • U-623 • U-624 • U-625 • U-626 • U-627 • U-628 • U-629 • U-630 • U-631 • U-632 • U-633 • U-634 • U-635 • U-636 • U-637 • U-638 • U-639 • U-640 • U-641 • U-642(inne języki) • U-643 • U-644 • U-645 • U-646 • U-647 • U-648 • U-649 • U-650 • U-651 • U-652 • U-653 • U-654 • U-655 • U-656 • U-657 • U-658 • U-659 • U-660(inne języki) • U-661 • U-662 • U-663 • U-664 • U-665 • U-666 • U-667 • U-668 • U-669 • U-670 • U-671 • U-672 • U-673 • U-674 • U-675 • U-676 • U-677 • U-678 • U-679 • U-680 • U-681 • U-682 • U-683 • U-684 • U-685 • U-686 • U-701 • U-702(inne języki) • U-703 • U-704 • U-705(inne języki) • U-706 • U-707 • U-708 • U-709 • U-710 • U-711 • U-712 • U-713 • U-714 • U-715 • U-716 • U-717 • U-718 • U-719 • U-720 • U-721 • U-722 • U-731 • U-732 • U-733 • U-734 • U-735 • U-736 • U-737 • U-738 • U-739 • U-740 • U-741 • U-742 • U-743 • U-744(inne języki) • U-745 • U-746 • U-747 • U-748 • U-749 • U-750 • U-751 • U-752 • U-753 • U-754 • U-755 • U-756 • U-757 • U-758 • U-759 • U-760 • U-761 • U-762 • U-763 • U-764 • U-765 • U-766 • U-767 • U-768 • U-769 • U-770 • U-771 • U-772 • U-773 • U-774 • U-775 • U-776 • U-777 • U-778 • U-779 • U-780 • U-781 • U-782 • U-821 • U-822 • U-823 • U-824 • U-825 • U-826 • U-901 • U-902 • U-903 • U-904 • U-905 • U-906 • U-907 • U-908 • U-921 • U-922 • U-923 • U-924 • U-925 • U-926 • U-927 • U-928 • U-951 • U-952 • U-953 • U-954 • U-955 • U-956 • U-957 • U-958 • U-959 • U-960 • U-961 • U-962 • U-963 • U-964 • U-965 • U-966 • U-967 • U-968 • U-969 • U-970 • U-971 • U-972 • U-973 • U-974 • U-975 • U-976 • U-977 • U-978 • U-979 • U-980 • U-981 • U-982 • U-983 • U-984 • U-985 • U-986 • U-987 • U-988 • U-989 • U-990 • U-991 • U-992 • U-993 • U-994 • U-1051 • U-1052 • U-1053 • U-1054 • U-1055 • U-1056 • U-1057 • U-1058 • U-1101 • U-1102 • U-1131 • U-1132 • U-1161 • U-1162 • U-1191 • U-1192 • U-1193 • U-1194 • U-1195 • U-1196 • U-1197 • U-1198 • U-1199 • U-1200 • U-1201 • U-1202 • U-1203 • U-1204 • U-1205 • U-1206 • U-1207 • U-1208(inne języki) • U-1209 • U-1210
- typ VIIC/41 – 105 okrętów, 1943–1945[19]
  - U-292 • U-293 • U-294 • U-295 • U-296 • U-297 • U-298 • U-299 • U-300 • U-317 • U-318 • U-319 • U-320 • U-321 • U-322 • U-323 • U-324 • U-325 • U-326 • U-327 • U-328 • U-827 • U-828 • U-929 • U-930 • U-995 • U-996 • U-997 • U-998 • U-999 • U-1000 • U-1001 • U-1002 • U-1003 • U-1004 • U-1005 • U-1006(inne języki) • U-1007 • U-1008 • U-1009 • U-1010 • U-1011 • U-1012 • U-1013 • U-1014(inne języki) • U-1015 • U-1016 • U-1017 • U-1018 • U-1019 • U-1020 • U-1021 • U-1022 • U-1023 • U-1024 • U-1025 • U-1026 • U-1027 • U-1028 • U-1029 • U-1030 • U-1031 • U-1032 • U-1063 • U-1064 • U-1065 • U-1103 • U-1104 • U-1105 • U-1106 • U-1107 • U-1108 • U-1109 • U-1110 • U-1163 • U-1164 • U-1165 • U-1166 • U-1167 • U-1168 • U-1169 • U-1170 • U-1171 • U-1172 • U-1173 • U-1174 • U-1175 • U-1176 • U-1271 • U-1272 • U-1273 • U-1274 • U-1275 • U-1276 • U-1277 • U-1278 • U-1279 • U-1301 • U-1302 • U-1303 • U-1304 • U-1305 • U-1306 • U-1307 • U-1308
- typ VIID – 6 okrętów, 1940–1942[19]
  - U-213 • U-214 • U-215 • U-216 • U-217 • U-218
- typ VIIF – 4 okręty, 1942–1943[19]
  - U-1059 • U-1060 • U-1061 • U-1062
- typ IXA – 8 okrętów, 1937–1939[20]
  - U-37 • U-38 • U-39 • U-40 • U-41 • U-42 • U-43 • U-44
- typ IXB – 14 okrętów, 1938–1940[20]
  - U-64 • U-65 • U-103 • U-104 • U-105 • U-106(inne języki) • U-107(inne języki) • U-108(inne języki) • U-109 • U-110 • U-111 • U-122 • U-123 • U-124
- typ IXC – 54 okręty, 1940–1942[20]
  - U-66 • U-67 • U-68 • U-125 • U-126(inne języki) • U-127 • U-128 • U-129(inne języki) • U-130 • U-131 • U-153 • U-154 • U-155 • U-156 • U-157 • U-158 • U-159 • U-160 • U-161 • U-162 • U-163 • U-164 • U-165 • U-166 • U-171 • U-172 • U-173(inne języki) • U-174 • U-175 • U-176 • U-501 • U-502 • U-503 • U-504 • U-505 • U-506 • U-507 • U-508 • U-509(inne języki) • U-510(inne języki) • U-511 • U-512 • U-513 • U-514 • U-515 • U-516(inne języki) • U-517 • U-518 • U-519 • U-520 • U-521 • U-522 • U-523 • U-524
- typ IXC/40 – 93 okręty, 1941–1944[20]
  - U-167 • U-168 • U-169 • U-170 • U-183 • U-184 • U-185 • U-186 • U-187 • U-188 • U-189 • U-190 • U-191 • U-192 • U-193 • U-194 • U-525 • U-526 • U-527 • U-528 • U-529 • U-530 • U-531 • U-532 • U-533 • U-534 • U-535 • U-536 • U-537 • U-538 • U-539 • U-540 • U-541 • U-542 • U-543 • U-544 • U-545 • U-546 • U-547 • U-548(inne języki) • U-549 • U-550 • U-801 • U-802 • U-803 • U-804 • U-805 • U-806 • U-841 • U-842 • U-843 • U-844 • U-845 • U-846 • U-853 • U-854 • U-855 • U-856 • U-857 • U-858 • U-865 • U-866 • U-867 • U-868 • U-869 • U-870 • U-877 • U-878 • U-879 • U-880 • U-881 • U-882 • U-889 • U-890 • U-891 • U-1221 • U-1222 • U-1223(inne języki) • U-1224 • U-1225 • U-1226 • U-1227(inne języki) • U-1228 • U-1229 • U-1230 • U-1231 • U-1232 • U-1233 • U-1234 • U-1235 • U-1236 • U-1237 • U-1238
- typ IXD-1 – 2 okręty, 1941–1942[20]
  - U-180 • U-195
- typ IXD-2 – 30 okrętów, 1940–1945[20]
  - U-177 • U-178 • U-179 • U-181 • U-182 • U-196 • U-197 • U-198(inne języki) • U-199 • U-200 • U-847 • U-848 • U-849 • U-850 • U-851 • U-852 • U-859 • U-860 • U-861 • U-862 • U-863 • U-864 • U-871 • U-872 • U-873 • U-874 • U-875 • U-876 • U-883 • U-884
- typ XB – 8 okrętów, 1939–1944[20]
  - U-116 • U-117 • U-118 • U-119 • U-219 • U-220 • U-233 • U-234
- typ XI – 4 nieukończone okręty, 1939[21]
  - U-112 • U-113 • U-114 • U-115
- typ XIV – 10 okrętów, 1940–1943[20]
  - U-459 • U-460 • U-461 • U-462 • U-463 • U-464 • U-487 • U-488(inne języki) • U-489 • U-490
- V80 – 1 okręt, 1940[22]
- U-791 – 1 okręt, 1942[22]
- typ XVIIA – 4 okręty, 1942–1944[22]
  - U-792 • U-793 • U-794 • U-795
- typ XVIIB – 5 okrętów, 1943–1945[22]
  - U-1405 • U-1406 • U-1407 • U-1408 • U-1409
- typ XXI – 138 okrętów, 1943–1945[22]
  - U-2501 • U-2502 • U-2503 • U-2504 • U-2505 • U-2506 • U-2507 • U-2508 • U-2509 • U-2510 • U-2511 • U-2512 • U-2513 • U-2514 • U-2515 • U-2516 • U-2517 • U-2518 • U-2519 • U-2520 • U-2521 • U-2522 • U-2523 • U-2524 • U-2525 • U-2526 • U-2527 • U-2528 • U-2529 • U-2530 • U-2531 • U-2532 • U-2533 • U-2534 • U-2535 • U-2536 • U-2537 • U-2538 • U-2539 • U-2540 • U-2541 • U-2542 • U-2543 • U-2544 • U-2545 • U-2546 • U-2547 • U-2548 • U-2549 • U-2550 • U-2551 • U-2552 • U-3001 • U-3002 • U-3003 • U-3004 • U-3005 • U-3006 • U-3007 • U-3008 • U-3009 • U-3010 • U-3011 • U-3012 • U-3013 • U-3014 • U-3015 • U-3016 • U-3017 • U-3018 • U-3019 • U-3020 • U-3021 • U-3022 • U-3023 • U-3024 • U-3025 • U-3026 • U-3027 • U-3028 • U-3029 • U-3030 • U-3031 • U-3032 • U-3033 • U-3034 • U-3035 • U-3036 • U-3037 • U-3038 • U-3039 • U-3040 • U-3041 • U-3044 • U-3045 • U-3046 • U-3047 • U-3050 • U-3051 • U-3501 • U-3502 • U-3503 • U-3504 • U-3505 • U-3506 • U-3507 • U-3508 • U-3509 • U-3510 • U-3511 • U-3512 • U-3513 • U-3514 • U-3515 • U-3516 • U-3517 • U-3518 • U-3519 • U-3520 • U-3521 • U-3522 • U-3523 • U-3524 • U-3525 • U-3526 • U-3527 • U-3528 • U-3529 • U-3530 • U-3531 • U-3532 • U-3533 • U-3534 • U-3538 • U-3539 • U-3540 • U-3541 • U-3542
- typ XXIII – 65 okrętów, 1943–1945[22]
  - U-2321 • U-2322 • U-2323 • U-2324 • U-2325 • U-2326 • U-2327 • U-2328 • U-2329 • U-2330 • U-2331 • U-2332 • U-2333 • U-2334 • U-2335 • U-2336 • U-2337 • U-2338 • U-2339 • U-2340 • U-2341 • U-2342 • U-2343 • U-2344 • U-2345 • U-2346 • U-2347 • U-2348 • U-2349 • U-2350 • U-2351 • U-2352 • U-2353 • U-2354 • U-2355 • U-2356 • U-2357 • U-2358 • U-2359 • U-2360 • U-2361 • U-2362 • U-2363 • U-2364 • U-2365 • U-2366 • U-2367 • U-2368 • U-2369 • U-2370 • U-2371 • U-4701 • U-4702 • U-4703 • U-4704 • U-4705 • U-4706 • U-4707 • U-4708 • U-4709 • U-4710 • U-4711 • U-4712 • U-4713 • U-4714
- U-A – 1 okręt, 1937–1939, ex-turecki „Batiray”, przejęty w 1939[22]
- U-B – 1 okręt, 1936–1939, ex-brytyjski HMS „Seal”, zdobyty w 1940[22]
- typ UC-1 – 2 okręty, 1925–1930, ex-norweskie, zdobyte w 1940[22]
  - UC-1 • UC-2
- UD-1 – 1 okręt, 1915, ex-holenderski Hr.Ms. O 8, zdobyty w 1940[22]
- UD-2(inne języki) – 1 okręt, 1928–1931, ex-holenderski Hr.Ms. O 12, zdobyty w 1940[22]
- typ UD-3 – 3 okręty, 1939–1942, ex-holenderskie, zdobyte w 1940[22]
  - UD-3(inne języki) • UD-4(inne języki) UD-5(inne języki)
- typ UF-1(inne języki) – 3 okręty, 1937–1946, ex-francuskie, zdobyte w 1940[22]
  - UF-1(inne języki) • UF-2 UF-3(inne języki)
- UIT-17 – 1 okręt, 1943–1945, ex-włoski CM 1, zdobyty w 1943[22]
- UIT-21(inne języki) – 1 okręt, 1932–1936, ex-włoski „Giuseppe Finzi”, zdobyty w 1943[22]
- typ UIT-22 – 2 okręty, 1938–1940, ex-włoskie, zdobyte w 1943[22]
  - UIT-22(inne języki) • UIT-23(inne języki)
- UIT-24 – 1 okręt, 1938–1939, ex-włoski „Comandante Cappellini”, zdobyty w 1943[22]
- UIT-25(inne języki) – 1 okręt, 1939–1940, ex-włoski „Luigi Torelli”, zdobyty w 1943[22]

### Okręty miniaturowe

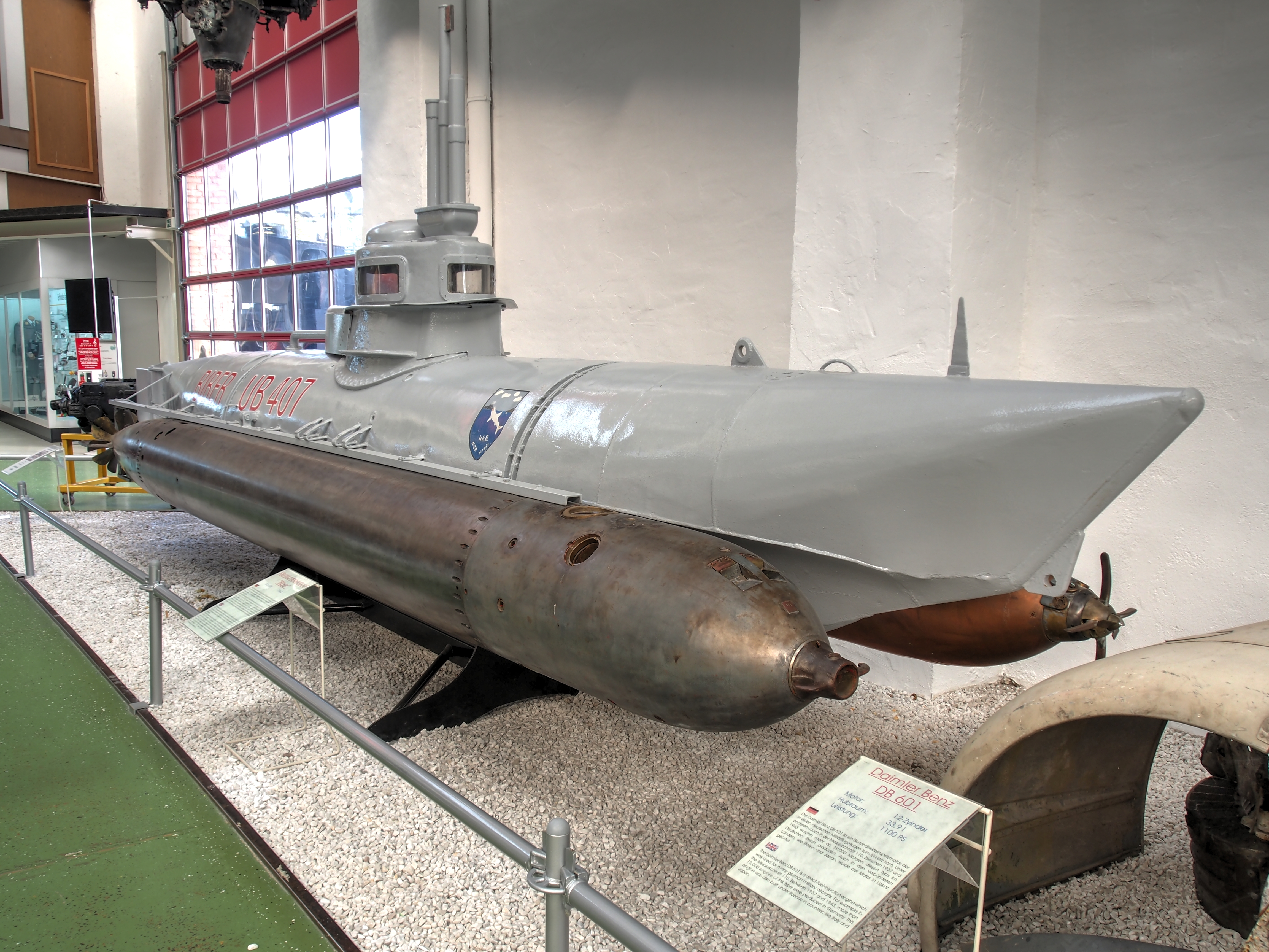
Biber

- typ Biber – 324 okręty, 1944[23]
- typ Hecht – 53 okręty, 1944[24]
- typ Molch – 393 okręty, 1944[25]
- typ Seehund – 137 okrętów, 1944[26]

## Okręty podwodneDeutsche Marine(1956 – obecnie)

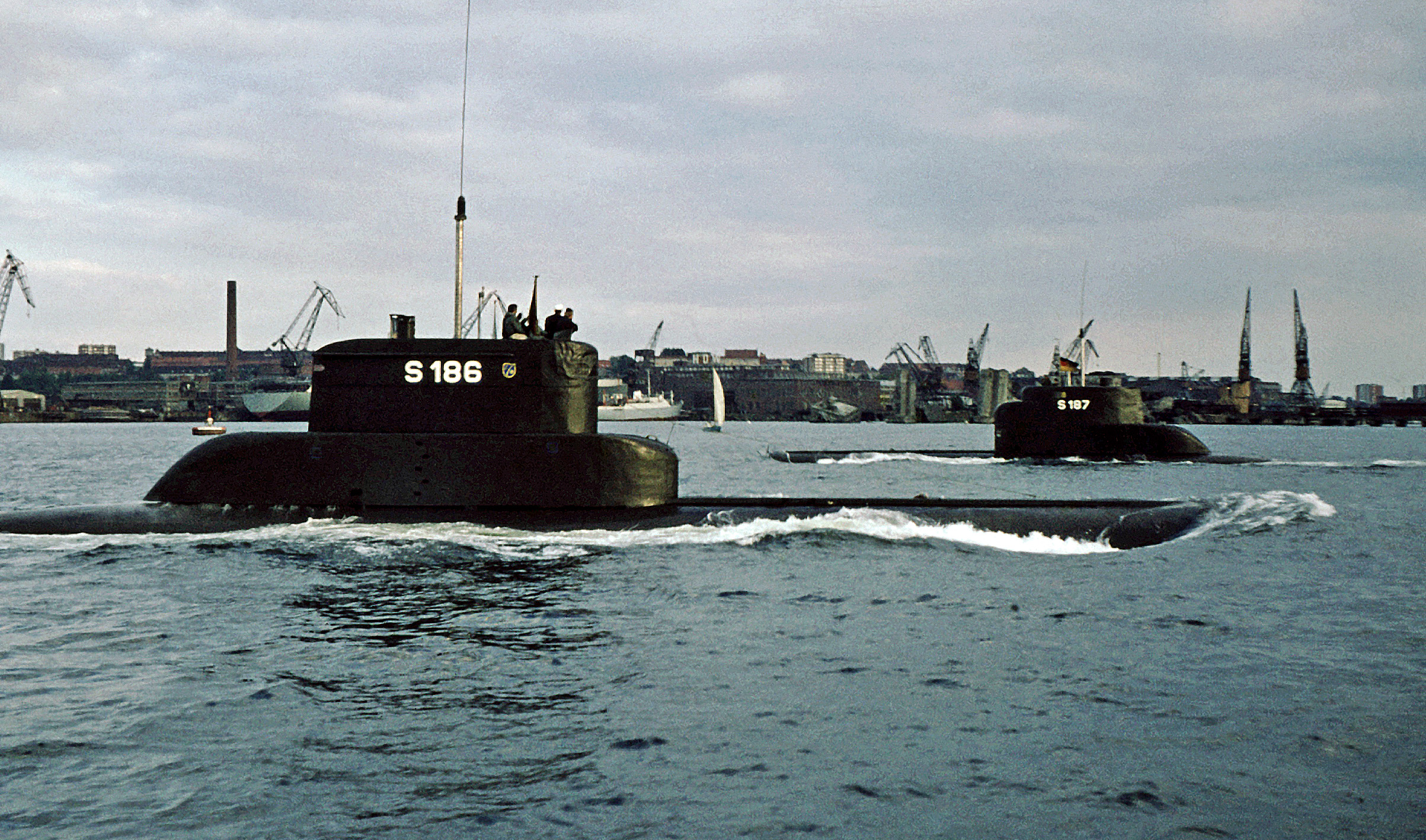
U-7 i U-8

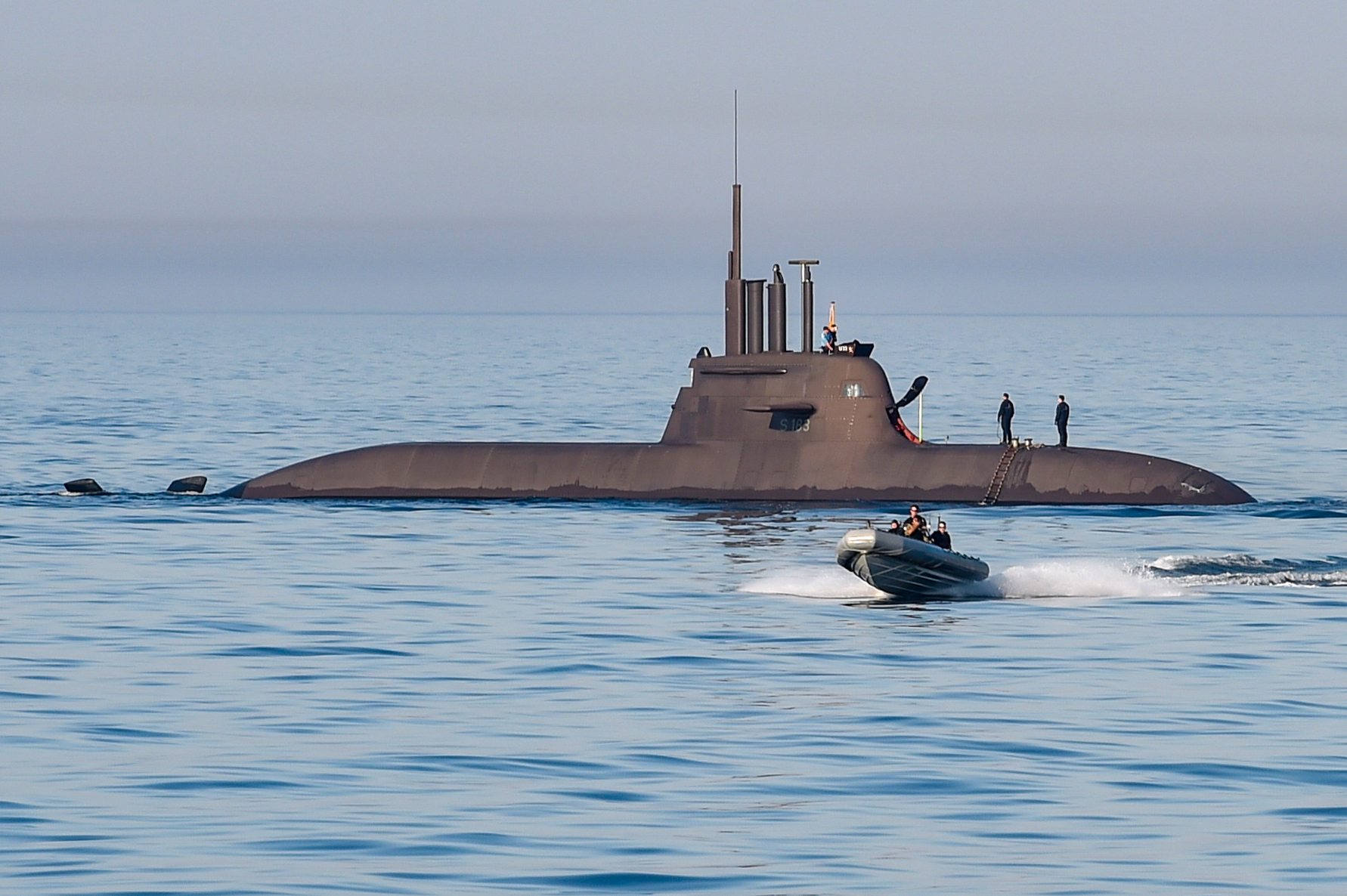
U-33

- typ Hai – 2 okręty, 1944–1945, 1957[27]
  - „Hai” • „Hecht”
- „Wilhelm Bauer” – 1 okręt, ex U-2540, 1944–1945, 1960[27]
- typ 201 – 3 okręty, 1960–1962[27]
  - U-1 • U-2 • U-3
- typ 202 – 2 okręty, 1961–1966[27]
  - „Hans Techel” • „Friedrich Schürer”
- typ 205 – 9+2 okręty, 1961–1968[28][a]
  - U-1 • U-2 • U-4 • U-5 • U-6 • U-7 • U-8 • U-9 • U-10 • U-11 • U-12
- typ 206 – 18 okrętów, 1969–1975[28]
  - U-13 • U-14 • U-15 • U-16 • U-17 • U-18 • U-19 • U-20 • U-21 • U-22 • U-23 • U-24 • U-25 • U-26 • U-27 • U-28 • U-29 • U-30
- typ 212A – 6 okrętów, 1998–2016[29]
  - U-31 • U-32 • U-33 • U-34 • U-35 • U-36